# ماریزا
ماریزا (پرتغالی: Mariza؛ تلفظ پرتغالی:[mɐˈɾizɐ]؛ زادهٔ ۱۶ دسامبر ۱۹۷۳) موسیقی‌دان، ترانه‌سرا و خواننده مشهور فادو اهل پرتغال است. وی از سال ۱۹۹۷ میلادی تاکنون مشغول فعالیت بوده‌است.
او از پدری پرتغالی و مادری آفریقایی در موزامبیک پرتغال زاده شد و در سن ۳ سالگی با والدینش به لیسبون نقل‌مکان کردند. ماریزا از همان کودکی شروع به خوانندگی در سبک‌های گوناگون همچون جاز، گاسپل، و سول کرد؛ اما با تشویق پدرش به موسیقی سنتی پرتغال و به‌ویژه فادو روی آورد.
او بیش از یک میلیون نسخه ترانه در سرتاسر جهان فروخته است.